# La pequeña Odessa
Odessa y el mundo secreto de los libros es un libro de fantasía para niños escrito por Peter Van Olmen. El libro narra la historia de Odessa una pequeña que no conoce a su padre y tiene una madre que no le permite salir a la calle. Durante uno de sus paseos nocturnos sobre los techos, ella se encuentra con un extraño libro que ilumina, luego es perseguida por extrañas criaturas y su madre es secuestrada. Acompañada de Lode A. un loro que fuma cigarros, emprenden un viaje hacia Escribópolis, en busca de su padre. Durante el viaje se cruzan con escritores como Shakespeare, Dostojevski y Kafka, así como personajes mitológicos como las Musas, Hamlet, Orfeo y Pegaso. 
Peter Van Olmen encontró inspiración para este libro en la obra de la escritora Alemana Cornelia Funke, El Señor de los Anillos (Gnorks, minas, Ergolas) y Harry Potter (el lápiz hace pensar en la capa de invisibilidad). 
El autor trabaja entretanto en la continuación de esta historia, que muy probablemente estará lista en el 2011.

## Recibimiento
Los derechos para la traducción al alemán fueron adquiridos, antes de la publicación, por Cecilie Dressler Verlag en Hamburgo.
El 20 de septiembre de 2009 apareció La Pequeña Odessa como tip de la semana, en el blog especializado en literatura infantil Kinderboekenblog.
El 7 de noviembre de 2009 ganó el autor con su manuscrito una bonificación de 1.250 euros y una placa de bronce, bajo la categoría  «Obra Inédita» de la Provincia Flandes Occidental.   Algunos críticos y lectores comparan el viaje a través de la literatura en La pequeña Odessa con el viaje a través de la filosofía en El mundo de Sofía, de Jostein Gaarder. Vanessa Joosen, quien entrevistó a Peter Van Olmen durante la presentación del libro, en septiembre de 2009, opina que el libro es una reminiscencia a Philip Pullman.

## Premios y nominaciones
- Boekenwelp 2010.[16][17]
- Preseleccionado para el premio de literatura infantil Gouden Uil Jeugdliteratuurprijs 2010.[18][19]
- Nominado para el premio Hotze de Roos 2010.[20][21]
- Premio en la categoría «Obra Inédita» del Premio de Literatura de la Provincia Flandes Occidental 2009.[7][8][9][10][12]
- Nominado por el jurado de Niños y Jóvenes de Flandes (KJV) en la categoría 12 a 14 años.[22]

cciones ==
- Alemán. En agosto de 2010 se publicó De kleine Odessa, de Cecilie Dressler Verlag, bajo el título Odessa und die geheime Welt der Bücher.
- Coreano. Los derechos de la obra para Corea del Sur fueron subastados y vendidos a la editorial Books21 Publishers.
- Español. Los derechos en todo el mundo para la traducción al español fueron vendidos a Ediciones Siruela S.A., esta editorial describe en la prensa a Odessa como una joya.[23]